# Duong Van Minh
Dương Văn Minh (16 de Fevereiro de 1916 – 6 de Agosto de 2001), conhecido popularmente por "Big Minh", foi um político e general do Vietnã. Era líder adjunto das forças do Vietnã do Sul, e assumiu o controle geral do país após Ngô Đình Diệm ser assassinado em 1963. Dương teve o poder por somente três meses em 1964, e liderou o Vietnã do Sul novamente em 1975, por dois dias, sendo obrigado a se render para forças comunistas.

## Vida no Exílio
Dương Văn Minh teve de migrar para a França em 1983. Nos últimos anos de sua vida, passou a morar em Pasadena, Califórnia, com sua filha, Mai Duong. Em idade avançada, somente se locomovia com o uso de cadeira de rodas.
Em 5 de Agosto de 2001, Dương Văn Minh estava em casa, quando sofreu uma queda. Foi levado ao hospital de Huntington e morreu na noite seguinte, com 85 anos.